# 和燕路
和燕路是南京市城北的主干道之一，长约8公里，南起中央北路，北至燕子矶江边，与永济大道相接，穿过迈皋桥、晓庄广场等城北重要地段。